# Bixa excelsa
Bixa excelsa är en tvåhjärtbladig växtart som beskrevs av Henry Allan Gleason och Krukoff. Bixa excelsa ingår i släktet Bixa och familjen Bixaceae. Inga underarter finns listade i Catalogue of Life.